# Eriko Kishida

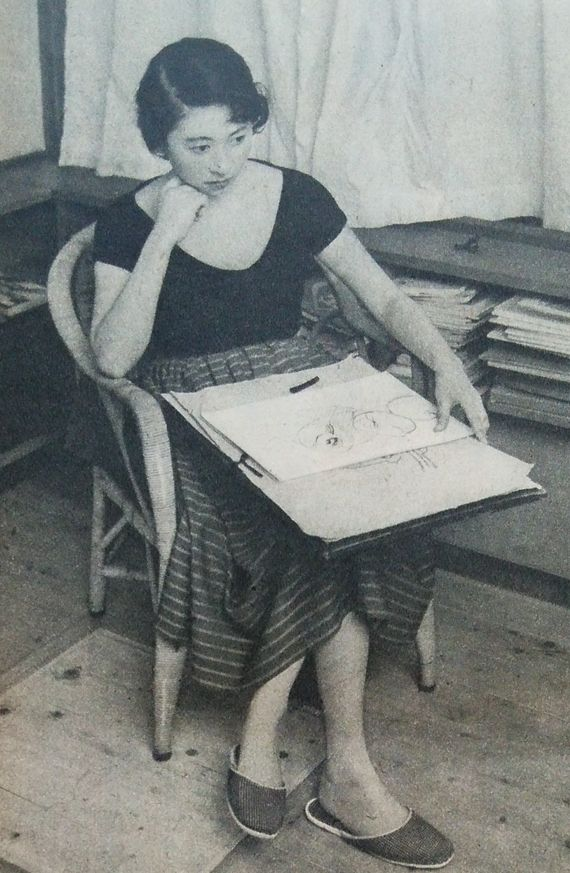
Eriko Kishida, 1953

Eriko Kishida (japanisch 岸田 衿子, Kishida Eriko; geboren 5. Januar 1929 in der Präfektur Tokio (heute: Stadtbezirk Suginami); gestorben 7. April 2011)  war eine japanische Kinderbuchautorin, Dichterin und Übersetzerin. Sie war die älteste Tochter des Schriftstellers Kishida Kunio. Ihre Schwester ist die Schauspielerin Kyōko Kishida.

## Leben und Schaffen
Eriko besuchte eine städtische Grund- und eine weiterführende Konfessionsschule für Mädchen. Anschließend studierte sie an der Universität der Künste Tokio, die sie mit Schwerpunkt Ölmalerei abschloss. Sie plante Malerin zu werden, begann dann jedoch aufgrund einer Lungenkrankheit zu schreiben.
Im Oktober 1954 heiratete sie den Schriftsteller Shuntarō Tanikawa, von dem sie sich exakt zwei Jahre später, 1956 wieder scheiden ließ. Eine zweite Ehe ging sie 1963 mit dem Lyriker Ryūichi Tamura ein; diese Ehe wurde 1969 wieder geschieden. Sie lebte und arbeitete ihr ganzes Leben lang am Fuße des Vulkans Asama in der Präfektur Gifu. Dort konzentrierte sie sich auf illustrierte Kinderbücher und Dichtung. Sie arbeitete eng mit ihrer Freundin Chiyoko Takatani (1930–1981) zusammen, die ebenfalls Malerin und Autorin von Bilderbüchern war. Außerdem schrieb sie die Texte für die Vertonung von vier Folgen der Anime-Serie World Masterpiece Theater und veröffentlichte Gedichte in der Lyrikzeitschrift „Kai“ (櫂, „Ruder“) von Noriko Ibaragi.
Sie starb 2011 im Alter von 82 Jahren an einem Meningiom.

## Werke (Auswahl)
- Ein schöner Sonntag mit Hippo, dem Nilpferd im Zoo. Freie Nacherzählung nach dem japanischen Text von Bettina Hürlimann[2]
- 1954 Ki (樹), Bilder und Gedichte, zusammen mit Minoru Nakamura
- 1955 Wasureta hi (忘れた秋)
- 1957 Lion monogatari (らいおん物語)
- 1966 Kaba-kun (かばくん), zusammen mit Chiyoko Nakatani
- 1967 Nihon tanjō
- 1970 Akachan no ehon
- 1972 Asobimashō
- 1973 Kaette kita kitsune, illustriert von Nakatani, ausgezeichnet mit dem Sankei-Kinderbuchpreis (産経児童出版文化賞)
- 1979 Akarui hi no uta (あかるい日の歌)
- 1985 Koneko, illustriert von Tarō Aki
- 1990 Kabakun no fune
- 2005 Taisetsu na ichinichi (たいせつな一日)
- Uta o utau no wa wasurete mo (うたをうたうのはわすれても), Even if I forget singing a song (for male chorus a capella), Liedtexte, Musik von Kazuo Tsuda[3]

### Übersetzungen (Auswahl)
- 1968 砂の妖精, Suna no yōsei, Five Children and It von Edith Nesbit  (zusammen mit Toyoshi Maeda)
- 1971 どろんここぶた, Doronko kobuta  Small Pig von Arnold Lobel
- 1971 はろるどのふしぎなぼうけん, Harorudo no fushigi na bōken Harolds Abenteuer von Crockett Johnson
- 1972 はろるどとむらさきのくれよん, Harorudo no murasaki no kureyon Harold and the Purple Crayon von Crockett Johnson
- 1974 ルシールはうま, Lucille von Arnold Lobel
- 1976 はるなつあきふゆ, Haru natsu aki fuyu, Seasons von John Burningham
- 1976 わたしのかわいいめんどり, Watashi no kawaii mendori, My Little Hen von Alice und Martin Provensen
- 1980 カントリー・ダイアリー, The Country Diary of an Edwardian Lady von Edith Blackwell Holden
- 1993 メアリ・ポピンズ, Mary Poppins von Pamela Lynwood Travers